# Miguel Muñoz
Miguel Muñoz Mozún (Madrid, 19 januari 1922 – aldaar, 16 juli 1990) was een Spaans voetballer en voetbaltrainer.
Muñoz speelde van 1948 tot 1958 als middenvelder voor Real Madrid en won in deze periode viermaal de landstitel en driemaal de Europacup I. In 1960 stelde clubvoorzitter Santiago Bernabéu hem aan als hoofdtrainer. In deze functie groeide Muñoz uit tot de langstzittende en meest succesvolle trainer uit de historie van Real Madrid. Met het verzamelen van veertien prijzen in clubverband is Muñoz als trainer samen met Josep Guardiola Spaans recordhouder. Onder leiding van de oud-speler veroverde de Koninklijke onder meer vijfmaal op rij de landstitel (1961-1965) en later nog eens driemaal op rij (1967-1969). Daarnaast won de club tweemaal de Europacup I (1959/60 en 1965/66). Met de Europese bekerwinst in 1959/60 werd Muñoz de eerste van zeven voetballers die als speler én als trainer beslag legden op 'de cup met de grote oren', voor Giovanni Trapattoni, Johan Cruijff, Carlo Ancelotti, Frank Rijkaard, Josep Guardiola en Zinédine Zidane.

## Spelerscarrière

### Beginjaren
De in Madrid geboren Muñoz begon zijn voetbalcarrière bij de lokale clubs Ferroviaria, Girod en Imperio. In 1943 vertrok Muñoz naar Logroño om in militaire dienst te gaan. Daarnaast sloot hij zich aan bij het plaatselijke Logroñés, dat uitkwam in de derde divisie. Muñoz speelde één seizoen bij de club en maakte in 1944 de overstap naar Racing Santander, waar hij twee jaar onder contract stond.
In 1946 verhuisde Muñoz naar Celta de Vigo. Met die club behaalde hij in juli 1948 de finale van de Copa del Generalísimo tegen Sevilla. Muñoz scoorde het openingsdoelpunt van de wedstrijd maar kon niet voorkomen dat Celta de Vigo met 4-1 verloor. Na afloop van het seizoen keerde Muñoz terug naar zijn geboorteplaats en tekende hij – evenals zijn ploeggenoot en Pichichi-winnaar Pahiño – een contract bij Real Madrid. Met de overgang van de twee smaakmakers van Celta was een bedrag van 1,2 miljoen peseta gemoeid.

### Real Madrid
Op het moment dat Muñoz de gelederen van Real Madrid kwam versterken, zat de club in een overgangsfase. In het voorafgaande seizoen was de club op de elfde plaats geëindigd en had het op twee punten na degradatie ontlopen. In de daaropvolgende seizoenen versterkte de Koninklijke zich echter met een aantal spelers van wereldklasse, waaronder Alfredo Di Stéfano en Paco Gento. Ondertussen ontwikkelde Muñoz zich tot een onbaatzuchtige rechtermiddenvelder die altijd in het teambelang dacht. In zijn moderne defensieve rol ondersteunde hij voornamelijk de stervoetballers in het elftal.
Het duurde vijf seizoenen totdat Muñoz zijn eerste landstitel met Real Madrid kon vieren. Dit was overigens pas het eerste landskampioenschap voor de Madrilenen in 21 jaar tijd. Een seizoen later prolongeerde Real Madrid haar titel en won het daarnaast de Copa Latina. Hiermee groeide de Koninklijke uit tot een van de favorieten voor de in 1955 nieuw opgerichte Europacup I. Op 8 september 1955 scoorde Muñoz het eerste Europacup I-doelpunt voor Real Madrid in de 2-0 zege op het Zwitserse Servette. Vervolgens leidde hij zijn team als aanvoerder naar de finale in het Parc des Princes waarin Real het moest opnemen tegen Stade de Reims. Na een 4-3 overwinning op Franse bodem was Muñoz de eerste aanvoerder in de geschiedenis die de Europacup I in ontvangst mocht nemen. Mede dankzij de kwaliteiten van Alfredo Di Stéfano en komst van Raymond Kopa domineerde Real Madrid ook in de daaropvolgende seizoenen het Spaanse voetbal en de Europacup I. Zowel in 1957 als in 1958 won de club beide competities. Enigszins verrassend prees de Argentijnse coach Helenio Herrera in deze dagen juist Muñoz als "de ware motor van zijn team. Een prachtige aanvaller, hij heeft veel kracht." Herrera voegde er echter aan toe dat Muñoz soms moeite kon hebben met snelle tegenstanders in een counteraanval.
Na de derde Europese bekerwinst in 1958 beëindigde Muñoz zijn actieve carrière op 36-jarige leeftijd. Hij kwam uiteindelijk tot 347 optredens voor de Koninklijke. Daarnaast speelde Muñoz zeven interlands voor het Spaanse nationale elftal, waarvan zijn eerste op 20 juni 1948 tegen Zwitserland (3-3). Een vaste waarde binnen La Furia Roja werd hij echter niet.

## Trainerscarrière

### Real Madrid
De legendarische status die Muñoz bezit, heeft hij voornamelijk aan zijn trainerscarrière te danken. In 1958 bood clubvoorzitter Santiago Bernabéu Muñoz de kans om trainer te worden van Plus Ultra, het tweede elftal van Real Madrid. Hoewel dit niet helemaal was wat Muñoz in gedachten had, nam hij het aanbod toch aan. In april 1960 promoveerde hij echter naar coach van het eerste elftal, nadat hij eerder al tussen februari en april 1959 op de reservebank had plaatsgenomen als vervanger van de zieke Luis Carniglia.

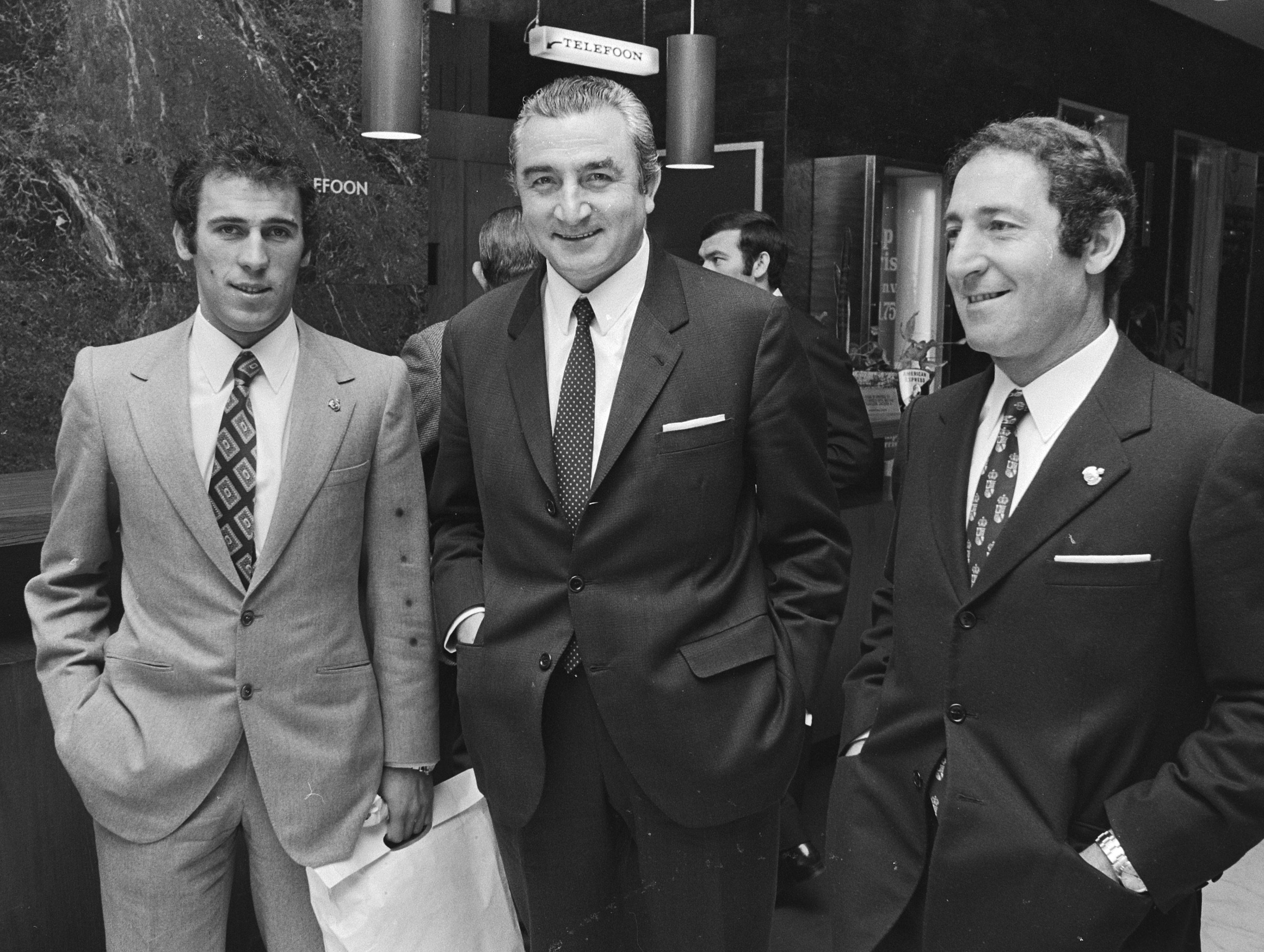
Real-trainer Muñoz met links Amancio en rechts Gento in 1971.

In zijn eerste seizoen als trainer eindigde Muñoz met Real Madrid in punten gelijk met FC Barcelona. FC Barcelona had echter een hoger positief doelsaldo, waardoor zij er met de landstitel vandoor ging. Een pleister op de wonde vormde echter de winst van de vijfde opeenvolgende Europacup I een maand later. In de finale, die de geschiedenisboeken inging als een van de beste wedstrijden ooit, versloeg Real Madrid het Duitse Eintracht Frankfurt met 7-3. Door de Europese bekerwinst werd Muñoz de eerste die zowel als speler én als trainer beslag legde op De Cup met de Grote Oren.
Het internationale succes werd in september 1960 doorgezet, toen Real Madrid ten koste van het Uruguayaanse Peñarol de eerste Wereldbeker voetbal in de wacht sleepte. Aan de Europese dominantie kwam later dat jaar in een klap een einde, toen Real Madrid in de tweede ronde van de Europacup I werd uitgeschakeld door aartsrivaal FC Barcelona. De uitschakeling bracht nogal wat rumoer teweeg, aangezien de Engelse scheidsrechter Reg Leafe in de returnwedstrijd drie doelpunten van Real Madrid afkeurde, waardoor de titelhouder met 2-1 verloor. Santiago Bernabéu zei achteraf: "Leafe was hun beste speler". Aan het einde van het seizoen legde Muñoz beslag op zijn eerste landstitel met Real Madrid. De club eindigde met liefst 12 punten voorsprong op stadsrivaal Atlético Madrid. Het bleek de eerste titel in een reeks van vijf te zijn (1961-1965). Het nationale succes kreeg echter geen gevolg in Europa. Real Madrid bereikte wel tweemaal de Europacup I-finale, maar verloor in 1962 van Benfica (5-3) en in 1964 van Internazionale (3-1).

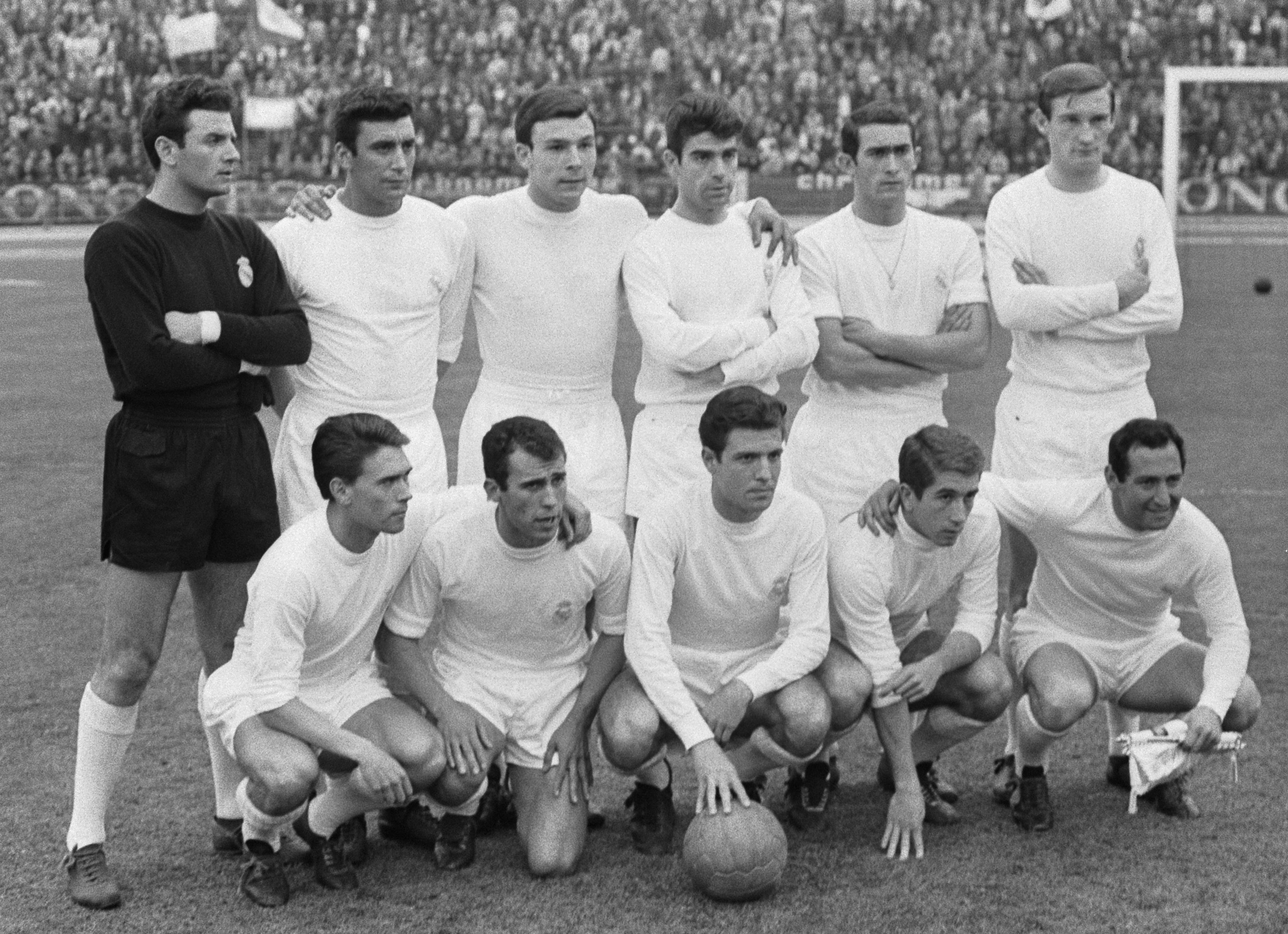
De spelers van de generatie "Ye-Ye" voorafgaand aan de Europacup I-finale in 1966.

Muñoz zag in dat de verouderde spelerskern die vijf Europese titels had gevierd toe was aan verjonging en voerde enkele drastische wijzigingen door. Dit bleek geen eenvoudige opgave, zeker niet in het geval van Di Stéfano. Muñoz bewonderde zijn oud-ploeggenoot zeer en beschouwde hem als een persoonlijke vriend. Toen Di Stéfano in 1964 inmiddels 38 jaar oud was, besefte Muñoz dat het tijd werd om afscheid te nemen. Hij stelde dit moment echter steeds uit en bood zelfs zijn ontslag aan om de pijnlijke beslissing niet te hoeven nemen. Santiago Bernabéu ging niet akkoord en droeg Muñoz op om de verjonging door te zetten. Hij stemde hiermee in en nam Di Stéfano vervolgens niet op in de selectie voor de kwartfinale van de nationale beker tegen Atlético Madrid. Naast de Argentijn moesten ook andere oudgedienden als Ferenc Puskás, José Santamaría en Marquitos plaatsmaken voor een nieuwe generatie voetballers. Deze nieuwe generatie, die volledig bestond uit spelers met de Spaanse nationaliteit, werd bekend onder de naam "Ye-Ye". Dit was afgeleid van de songtekst “Yeah, yeah, yeah” uit de Beatles-hit "She Loves You", nadat vier ploeggenoten met een Beatles-pruik op hadden geposeerd voor de Spaanse sportkrant Marca. Met nieuwe spelers als Sanchís, Pirri, Amancio en Serena domineerde Real Madrid in de jaren 60 wederom het Spaanse voetbal. Na eerder al vijf opeenvolgende landstitels te hebben gevierd, won de club tussen 1967 en 1969 opnieuw drie kampioenschappen op rij. Het hoogtepunt vormde echter de winst van de zesde Europacup I in 1966 door een 2-1 overwinning op FK Partizan. Na lange tijd op buitenlandse sterspelers te hebben geleund, was Real Madrid dat jaar de eerste club die met een autochtoon elftal de Europacup I binnensleepte.
Begin jaren 70 zag Muñoz zijn team terugvallen. Real Madrid won wel de Copa del Generalísimo maar eindigde in het seizoen 1969/70 slechts als vijfde op de ranglijst en een jaar later als vierde. Ook verloor de club in 1971 de finale van de Europacup II ten koste van Chelsea (2-1). Real Madrid won nog wel de landstitel in 1972, maar dit bleek de laatste te zijn voor Muñoz. Zijn negen titels als trainer zijn nog steeds een Spaans record. Aan de succesvolle periode bij Real Madrid kwam in 1974 een einde. Na een reeks teleurstellende resultaten begonnen de fans zich tegen Muñoz te keren. Op 15 januari 1974, toen Real Madrid acht punten achter stond op koploper FC Barcelona, besloot de oud-speler ontslag te nemen. In totaal stond Muñoz 15 seizoenen onder contract waarin hij bij 424 competitiewedstrijden op de bank zat.

### Granada
Na zijn vertrek bij Real Madrid tekende Muñoz in 1975 verrassenderwijs een contract bij Granada. Het bescheiden Granada had de ambitie om Europees voetbal te spelen, nadat het in het seizoen 1971/72 al eens dichtbij was geweest met een zesde eindklassering. Om deze doelstelling te bereiken, had de club een aantal grote aankopen gedaan, waaronder José Antonio Grande, Thomas Parits en de legendarische doelman Ladislao Mazurkiewicz. Ondanks de nieuwe spelers en een coach die hoog stond aangeschreven, verliep het seizoen niet volgens plan. In de eerste competitiehelft kon Granada niet boven de middenmoot uitstijgen. Na de winterstop ging het helemaal mis. Granada maakte een vrije val en eindigde uiteindelijk op de 17e plaats waarmee het degradeerde uit de Primera División. Na het teleurstellend verlopen seizoen stapte Muñoz uit eigen beweging op.

### Las Palmas en Sevilla
Na het avontuur bij Granada stond Muñoz twee seizoenen onder contract bij Las Palmas. Zijn grootste succes uit deze periode was het bereiken van de nationale bekerfinale in 1978. In de finale bleek het Barcelona van Johan Cruijff echter met 3-1 te sterk. Na zijn verblijf bij de club op Gran Canaria stond Muñoz van 1979 tot 1982 aan het roer bij Sevilla.

### Spanje
In juli 1982 kreeg Muñoz het aanbod om aan de slag te gaan als bondscoach van het nationale elftal, na de vroege uitschakeling van Spanje op het WK 1982 in eigen land. Muñoz ging op het aanbod in en tekende voor twee jaar. In het voorjaar van 1969 had Muñoz al tijdelijk de leiding gehad over het Spaanse elftal samen met Las Palmas-coach Luis Molowny en FC Barcelona-trainer Salvador Artigas. Destijds was de doelstelling om kwalificatie af te dwingen voor het WK voetbal in 1970. De Spaanse voetbalbond had de – naar zijn mening – drie beste coaches van dat moment aangesteld na twee teleurstellende nederlagen tegen België (2-1) en Joegoslavië (2-1). Het trio slaagde er echter niet in om het nationale elftal naar gastland Mexico te leiden. Spanje verloor in het beslissende kwalificatieduel met 2-0 van voetbaldwerg Finland.

#### EK 1984

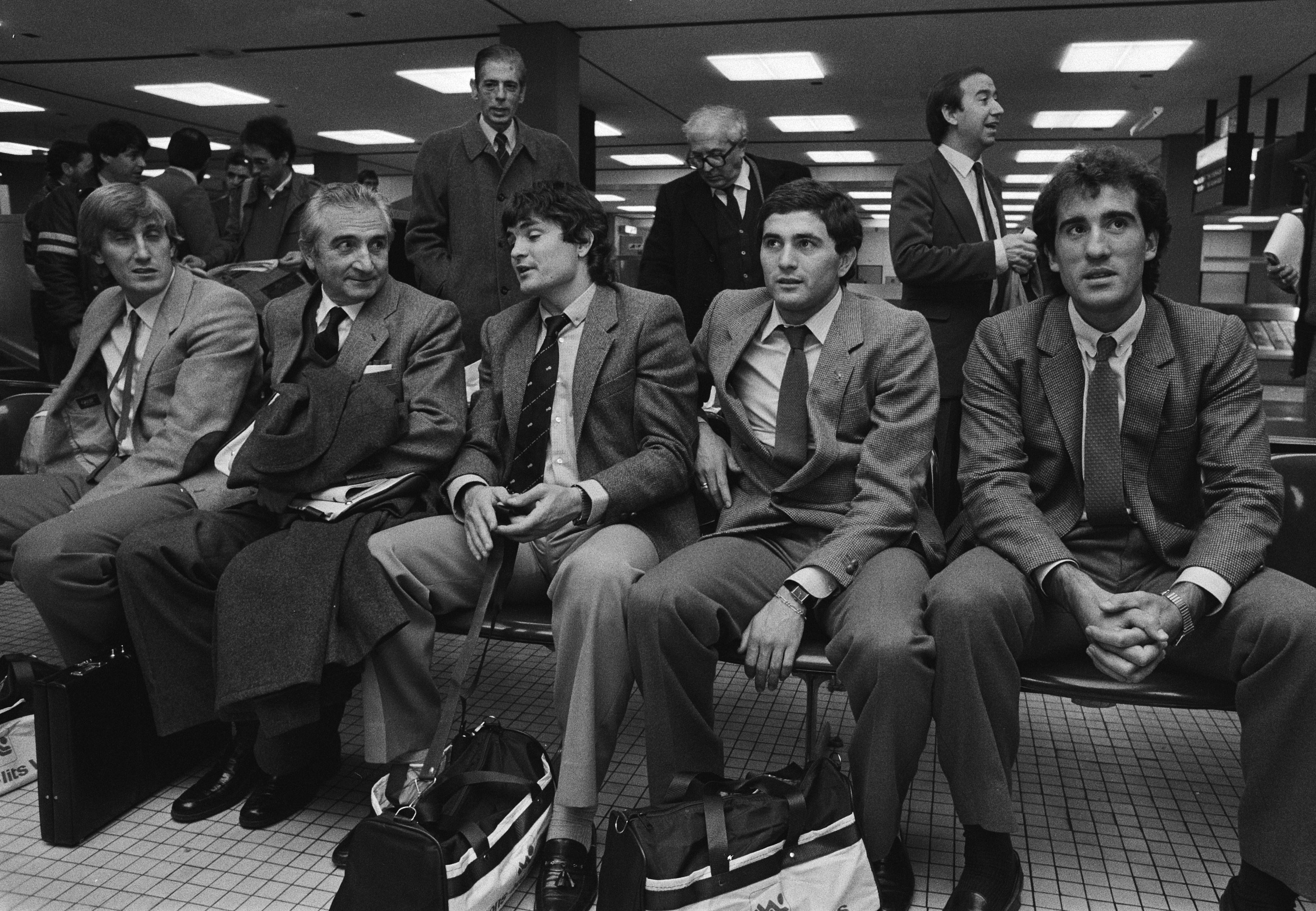
Bondscoach Muñoz met links Maceda en rechts Camacho, Gordillo en Goikoetxea in 1983.

De eerste opgave voor Muñoz was om Spanje naar het EK 1984 te leiden. Dit leek echter een welhaast onmogelijke opgave te worden, aangezien Spanje met elf doelpunten verschil van Malta zou moeten winnen om EK-kwalificatie veilig te stellen. In dat geval zou Spanje de eerste plaats van Nederland in de kwalificatiegroep overnemen. Op 21 december 1983 gebeurde echter wat bijna niemand voor mogelijk had gehouden. Na aanvankelijk op een 0-1 achterstand te zijn gekomen, boog Spanje de score na rust om in een 12-1 overwinning. De Spanjaarden mochten zodoende afreizen naar gastland Frankrijk. Muñoz verklaarde achteraf: "Het was de mooiste dag uit mijn sportcarrière, en ik kende nogal wat mooie dagen."
Op het toernooi bleken twee gelijke spelen tegen Roemenië (1-1) en Portugal (1-1) en een overwinning op West-Duitsland (1-0) voldoende voor Spanje om door te gaan naar de halve finale. Daarin troffen de Spanjaarden Denemarken. Het werd een zwaarbevochten duel dat na 120 minuten (1-1) eindigde in penalty's. Preben Larsen nam de beslissende Deense strafschop voor zijn rekening maar hij schoot over (5-4). Hierdoor bereikte Spanje voor het eerst in 20 jaar weer in een EK-finale. De tot dan toe betrouwbare keeper Luis Arconada groeide in de eindstrijd tegen gastland Frankrijk echter uit tot de schlemiel. Bij een 0-0 tussenstand blunderde Arconada door bij een duik op een vrije trap van Michel Platini de bal onder zijn borst door te laten glippen (0-1). Dit bleek het keerpunt te zijn. De Fransen scoorden ook nog de 2-0, waarmee de buit binnen was. Door de behaalde finaleplaats had Spanje de prestige die het twee jaar daarvoor was verloren op het WK in eigen land echter grotendeels terugveroverd.

#### WK 1986
Voordat Spanje de halve finale op het EK had gespeeld, stond al vast dat Muñoz ook de twee daaropvolgende jaren nog aan het roer zou staan. In de aanloop naar het WK 1986 zou Muñoz verder sleutelen aan de Spaanse formatie na het fiasco van 1982. Van de oudgedienden waren na vier jaar alleen Gordillo, Camacho, Maceda en Víctor nog over. Ruwe diamanten als Míchel, Butragueño en Salinas kregen een kans in de selectie en werden uiteindelijk een vaste waarde. Zij mochten tevens deelnemen aan het WK 1986, waar Spanje zich voor kwalificeerde.
In gastland Mexico aangekomen, groeide Spanje uit tot een van de favorieten voor de titel. De Spanjaarden verloren weliswaar hun eerste duel tegen Brazilië maar behaalden daarna twee overwinningen tegen Noord-Ierland (2-1) en Algerije (3-0). De favorietenrol werd Spanje pas nadrukkelijk aangemeten na de 5-1 overwinning op Denemarken in de achtste finale. Uitblinker in die wedstrijd was Butragueño, die met vier doelpunten de Deens titelaspiraties aan diggelen schoot. Door de afwezigheid van sleutelspelers als Goikoetxea (schorsing) en Maceda (geblesseerd) en de stugheid van de Belgen bleek de kwartfinale echter het eindstation. Na 120 minuten spelen stond het 1-1 en moesten strafschoppen de beslissing brengen. Eloy ging in de fout (5-4) waardoor België zich kwalificeerde voor de halve finale.

#### EK 1988
Na de uitschakeling op het WK bleef de Spaanse voetbalbond vertrouwen houden in Muñoz. Al in maart 1986 was het aflopende contract van de 63-jarige bondscoach wederom met twee jaren verlengd. In 1988 nam Spanje onder leiding van Muñoz voor de derde maal op rij deel aan een groot toernooi, het EK voetbal in West-Duitsland. Muñoz had het volledige basiselftal van Real Madrid in zijn selectie opgenomen (behalve Tendillo en de Mexicaan Sánchez) maar Spanje kon niet aan de verwachtingen voldoen. Het openingsduel tegen Denemarken werd gewonnen maar in het tweede groepsduel tegen de Italianen ging het mis. Spanje verloor door de treffer van Vialli met 0-1. Om toch nog de halve finale te kunnen bereiken, moest Spanje in zijn laatste duel winnen van West-Duitsland. De tot dan toe bekritiseerde Völler scoorde echter de enige twee doelpunten van de wedstrijd, waardoor niet Spanje maar West-Duitsland zich plaatste voor de halve finale.
Na afloop van het EK besloot Muñoz zijn op 1 juli 1988 aflopende contract niet te verlengen zodat hij direct met pensioen kon gaan. In zijn zes jaar als bondscoach zat Muñoz bij 59 wedstrijden op de bank. Daarin hij behaalde 34 overwinningen en 11 gelijke spelen.

## Erelijst

### Speler
Met Real Madrid:
- Primera División (4): 1953/54, 1954/55, 1956/57, 1957/58
- Europacup I (3): 1955/56, 1956/57, 1957/58
- Copa Latina (2): 1955, 1957
- Pequeña Copa del Mundo (2): 1952, 1956

### Trainer
Met Real Madrid:
- Primera División (9): 1960/61, 1961/62, 1962/63, 1963/64, 1964/65, 1966/67, 1967/68, 1968/69, 1971/72
- Copa del Generalísimo (2): 1961/62, 1969/70
- Europacup I (2): 1959/60, 1965/66
- Wereldbeker (1): 1960

## Overlijden
Muñoz kon niet lang van zijn pensioen genieten. De 68-jarige oud-trainer overleed op 16 juli 1990 in de Madrileense Clínica La Luz aan de gevolgen van inwendige bloedingen in het darmkanaal. In 1983 balanceerde Muñoz ook al op de rand van de dood na een ernstig auto-ongeluk. Op de A-4 tussen Madrid en Cádiz reed de toenmalige bondscoach bij een inhaalmanoeuvre frontaal op een tegemoetkomende vrachtwagen waarbij hij ernstig gewond raakte. In het ziekenhuis in Linares bleek dat Muñoz naast snij- en schaafwonden ook een gebroken heup en ernstig letsel aan zijn ribbenkast had opgelopen.